# Interleukin-1β
Interleukin-1β (oder kurz IL-1β oder IL-1B) gehört zu der Interleukin-1-Familie und ist eines der Zytokine, welche zu den Entzündungsmediatoren gezählt werden. Es wird hauptsächlich von Blut-Monozyten produziert und ist ein zentraler Botenstoff in der Antwort des Wirtsorganismus auf eine Reihe von Fremdeinflüssen (wie zum Beispiel Lipopolysaccharide als exogene Pyrogene). Interleukin-1β wurde insbesondere von Charles Dinarello erforscht.

## Genetik, Transkription, Sekretion
IL-1β wird auf dem Chromosomenabschnitt 2q14 mit 810 Basenpaaren kodiert und zunächst als ein inaktives Interleukin-1β-Vorläuferprotein mit 266 Aminosäuren und einer Molekülmasse von 30,75 kDa transkribiert. Die Synthese wird durch Toll-like Rezeptor-Agonisten stimuliert. Die meisten IL-1β-Vorläuferproteine finden sich dann im Zytosol, ein Teil wandert jedoch in spezielle sekretorische Lysosomen. Dort kommt der IL-1β-Vorläufer mit Procaspase-1 zusammen. Von dieser muss die aktive Caspase-1 abgespalten werden, welche dann vom IL-1β-Vorläuferprotein das 153 Aminosäuren starke aktive Interleukin-1β abtrennt, welches (eng mit diesem Ereignis verbunden) sezerniert wird.
Dieser Schritt der Aktivierung des IL-1β aus seinem Vorläuferprotein und die Sezernierung scheint ein eng regulierter Schritt zu sein. Eine Möglichkeit ist die durch intrazelluläres Calcium vermittelte Aktivierung von IL-1β. Die Stimulation des P2X7-Rezeptors durch extrazelluläres ATP führt zu einem Einfluss von Calcium-Ionen in die Zelle, welcher Phospholipasen aktiviert. Es scheint, dass calciumunabhängige Phospholipase A2 für die Caspase-1-Aktivierung in den Lysosomen notwendig ist, während die phosphatidylcholine-spezifische Phospholipase C für die Exozytose und Sezernierung des IL-1β aus den Lysosomen notwendig ist. Caspase-1 kann auch durch das Inflammasom aktiviert werden, einem Proteinkomplex im Zytosol von Makrophagen und neutrophilen Granulozyten, der durch Bakterienbestandteile oder, im Fall des Gichtanfalls, durch Harnsäurekristalle aktiviert wird (stark vereinfachte Darstellung dieses noch im Forschungsfluss befindlichen Gebietes).
In zirkulierenden Monozyten und Knochenmarksmakrophagen von gesunden Personen ist eine Genexpression des IL1β-Vorläufers nicht nachweisbar. Wenn diese Zellen stimuliert werden durch Lipopolysaccharide aus Bakterienwänden oder andere (auch endogene) Pyrogene, dann steigt sie stark an. Aber nicht alle Vorstufen-IL-1β erscheinen auch als aktives IL-1β im Blut (trotz der in Zellen konstitutionell vorhandenen Procaspase-1), da eben Aktivierung und Sezernierung reguliert sind. Eine Dysregulation auf jeder Stufe der Aktivierung und Sezernierung von Interleukin-1β kann IL-1 vermittelte Krankheiten auslösen. Hierher gehören neben der systemischen Form der idiopathischen juvenilen Arthritis (Still-Syndrom) auch seltene vererbte Erkrankungen wie z. B. das familiäre Mittelmeerfieber.

## Funktionen
IL-1β ist ein hochwirksames Zytokin: Schon die Injektion weniger Nanogramm genügt, um z. B. Fieber, einen Anstieg der neutrophilen Granulozyten, der Thrombozyten, der Akute-Phase-Proteine und des zirkulierenden Interleukin-6 zu bewirken. Da Interleukin-1β nur im Pikomolarbereich im Blut vorkommt, ist eine Messung erst bei deutlicher Erhöhung verlässlich möglich. Die Produktion auf zellulärer Ebene kann in Zellkulturen nachgewiesen werden.
IL-1β wirkt wie Interleukin-1α auf zwei Interleukin-1-Rezeptoren:
1. Der Interleukin-1-Rezeptor Typ 1 (IL-1R1) trägt die Signale des IL-1 weiter, er kommt auf allen Zellen immer vor, und ist in seiner Expression kaum reguliert. Seine Aktivierung kann jedoch durch den vom Organismus ebenfalls gebildeten Interleukin-1-Rezeptorantagonisten (IL1Ra) antagonisiert werden; sie wird also durch das Gleichgewicht zwischen IL-1 und IL-1Ra reguliert.
2. Der Interleukin-1-Rezeptor Typ 2 (IL-1R2) fängt das Interleukin ein, ohne dessen Signale weiterzutragen und trägt so ebenfalls dazu bei, die Interleukin-1-Wirkung zu begrenzen.

IL-1β fördert die Chemotherapieresistenz bei Krebs und ist ein Schlüsselspieler im Tumor-Mikroumfeld.
IL-1β triggert über den aktivierten Interleukin-1-Rezeptor Typ 1 in Endothelzellen (über NF-κB) die Transduktion von Cyclooxygenase-2 und führt darüber zu einer vermehrten Bildung von Prostaglandin-E2.
IL-1β ist ein Stimulator der Neurone, die im Hypothalamus Corticotropin-releasing Hormone ausschütten und führt darüber zu einer Stimulation von ACTH und der Kortisonausschüttung in den Nebennieren bei Entzündungsreaktionen.
IL-1β induziert die Bildung von CD14.
IL-1β triggert die Interleukin-6-Freisetzung.
Im Knochenmark bewirkt es die vermehrte Freisetzung neutrophiler Granulozyten.